# 上サ・スケート場
上サ・スケート場（かさスケートじょう）は、埼玉県ときがわ町西平にある町営のスケート場。埼玉県唯一の天然氷のスケート場である。

## 概要
1976年（昭和51年）に地元の体育関係者やスポーツ少年団関係者が造成したスケートリンクで1977年（昭和52年）に完成した。
都幾川からポンプで水を引き夜間に凍らせた天然氷のスケートリンクである。天然氷の屋外スケートリンクのため開設期間は12月下旬から2月中旬までの冬季に限られている（天然氷のためリンクの状況によっては臨時に休みになることもある）。 地元では小学校の授業でもこのリンクを利用したスケートの時間がある。また、ときがわ氷まつりもこのリンクを利用して催される。
台風及び新型コロナウイルスの影響で2019年〜2020年シーズン及び2020年〜2021年シーズンは営業を中止した。